# 勞埃德山
83°13′S 165°44′E / 83.217°S 165.733°E
勞埃德山（英語：Mount Lloyd）是南極洲的山峰，位於沙克爾頓海岸，屬於霍蘭山脈的一部分，處於米勒山以北13公里，海拔高度3,210米，由英國探險隊發現和命名，現時由南極條約體系管理。
. . United States Geological Survey.   [2013-06-27].